# Philippe Palanque
Pour les articles homonymes, voir Palanque.
Philippe Palanque est un comédien français de théâtre de cinéma et de télévision.

## Filmographie

### Télévision
- 1991 : Cas de divorce (Le journaliste)

### Cinéma
- 1989 : A Wopbobaloobop a Lopbamboom